# Wolfgang Kahle
Wolfgang Kahle (* 1925) ist ein deutscher Journalist.

## Arbeit
Anfang 1953 berichtete Kahle für Die Neue Zeitung aus Bordeaux vom Militärtribunal zum Massaker von Oradour. Von 1956 bis 1974 war er bei der Abendschau des Bayerischen Rundfunks für die Darstellungsform Feature zuständig. Zwischendurch übernahm er Arbeiten, so wie 1963, als er für den Bayerischen Rundfunk Ein Tag mit Zahava drehte, eine Dokumentation über israelische Neubürger aus Indien. 1969, am 24. April und am 2. Mai, wurde sein zweiteiliges Feature Revoluzzer, Räte, Reaktionäre im Bayerischen Rundfunk gesendet.

## Veröffentlichungen
- 28. November 1962: Die Franzosen und ihr General Eve memoire!
- 15. Januar 1963: Unsere Nachbarn. Die Franzosen.
- 1964: Bericht aus Israel; Christian Wegner Verlag, Hamburg; 191 S.,
- 1965 Hamburg und die deutsche Presse Aufsatz in: Clemens Münster (Hg.), Die Bundesrepublik heute.
- Bayerischer Rundfunk Winterprogramm 1965/66: Ein Brasilien-Bericht